# مقاطعة سبارتنبرغ (كارولاينا الجنوبية)
مقاطعة سبارتنبرغ (بالإنجليزية: Spartanburg County, South Carolina)‏ هي إحدى مقاطعات ولاية كارولاينا الجنوبية في الولايات المتحدة. تأسست سنة 1785، بلغ عدد سكانها 288745 نسمة في عام 2010 حسب إحصاء مكتب تعداد الولايات المتحدة وتصل الكثافة السكانية فيها 135.4 نسمة/كم2.

## أعلام
- توماس مور
- ويليام سميث
- غارلاند أوشيلدز
- كلارا سميث
- ابرا تشارلز بلاكوود

## وصلات خارجية
- www.spartanburgcounty.org
- United States Counties